# Philips Ozeo
Philips Ozeo – telefon komórkowy GSM firmy Philips wprowadzony na rynek w 2000 roku. Maksymalny czas czuwania telefonu wynosi 300 godzin, a rozmów 300 minut. Charakteryzuje się długim czasem gotowości i wybieraniem głosowym. Wyświetlacz w tym telefonie jest czarno-biały.

## Obsługiwane częstotliwości
- 900 GSM
- 1800 GSM

### Transmisja danych
- CSD

## Pozostałe funkcje
- alarm wibracyjny,
- budzik,
- data,
- kalendarz,
- kalkulator,
- minutnik,
- profile,
- stoper,
- szablony SMS,
- wybieranie głosowe,
- zegar,
- wiadomości SMS
- dyktafon
- gry[2]
- wysyłanie danych i faksów,